# Sejad Halilović
Sejad Halilović (Doboj Istok, Yugoslavia, 16 de marzo de 1969) es un exfutbolista bosnio naturalizado croata. A lo largo de su carrera profesional destacaría en el Dinamo de Zagreb, con breves estancias en el Real Valladolid español y en el Hapoel Be'er Sheva israelí. Ha sido internacional por la selección de Bosnia y Herzegovina. Su hijo Alen Halilović es también futbolista internacional.

## Biografía
Sejad Halilović nació el 16 de marzo de 1969 en Doboj Istok, dentro de la actual Federación de Bosnia y Herzegovina (en aquella época, parte de Yugoslavia). Cuando se produjo la disolución de Yugoslavia él estaba jugando en Croacia, y consiguió que su esposa huyera de Bosnia para establecerse en el nuevo estado: primero en Dubrovnik y posteriormente en Zagreb.
Tiene tres hijos: Alen, Dino y Damir. Su primogénito Alen Halilović es futbolista internacional con la selección de Croacia.

## Trayectoria
Debutaría como futbolista profesional en 1990, en las filas del HNK Cibalia croata, en aquella época en la Segunda Liga de Yugoslavia. En 1992 fue contratado por el Croacia Zagreb (actual Dinamo de Zagreb), y durante las tres temporadas que permaneció allí, fue titular indiscutible con 59 partidos (2 goles) y dos títulos: una Liga croata (1992/93) y una Copa de Croacia (1993/94).
Después de cinco años en el fútbol croata, en 1995 fue contratado por el Real Valladolid de la Primera División española, bajo las órdenes de Rafa Benítez. No obstante, tuvo una difícil adaptación y solo disputaría 17 encuentros (12 como titular). Al año siguiente fue traspasado al Hapoel Be'er Sheva de la liga israelí, con el que conquistaría la Copa de Israel 1996/97.
Entre 1997 y 2000 se marchó a Turquía para jugar en tres clubes distintos: Karabükspor (1997/98), Istanbulspor (1998/99) y Altay (1999/00). Y aunque en el 2000 tuvo un breve regreso al fútbol croata, en las filas del NK Osijek, volvería a Israel en 2001/02 para ayudar al Hapoel Ironi Rishon LeZion a permanecer en la máxima categoría. Con otra fugaz estancia en Croacia, esta vez en el HNK Rijeka, Halilović finalizaría su carrera en Eslovenia: primero en el ND Mura 05 (2003) y por último en el FC Ljubljana (2004).
Ya retirado, el Dinamo Zagreb contó con él como preparador en las categorías inferiores desde 2008 hasta 2014.

### Selección nacional
Halilović ha jugado oficialmente para dos selecciones: Croacia (un partido) y Bosnia y Herzegovina (quince partidos). Su único encuentro con Croacia lo disputó el 17 de agosto de 1994, un amistoso frente a Israel en Ramat Gan. Sin embargo, al año siguiente decidió jugar para Bosnia y Herzegovina, después de que la FIFA reconociera la oficialidad de esa selección. El debut con Bosnia tuvo lugar el 8 de octubre de 1996 frente a Croacia.

## Clubes
| Club                       | País      | Año         |
| -------------------------- | --------- | ----------- |
| HNK Cibalia                | Croacia   | 1990 - 1992 |
| Croacia Zagreb             | Croacia   | 1992 - 1995 |
| Real Valladolid            | España    | 1995 - 1996 |
| Hapoel Be'er Sheva         | Israel    | 1996 - 1997 |
| Karabükspor                | Turquía   | 1997 - 1998 |
| Istanbulspor               | Turquía   | 1998 - 1999 |
| Altay                      | Turquía   | 1999 - 2000 |
| NK Osijek                  | Croacia   | 2000 - 2001 |
| Hapoel Ironi Rishon LeZion | Israel    | 2001 - 2002 |
| HNK Rijeka                 | Croacia   | 2002 - 2003 |
| ND Mura 05                 | Eslovenia | 2003        |
| FC Ljubljana               | Eslovenia | 2003 - 2004 |

## Palmarés
| Título          | Club               | País    | Año  |
| --------------- | ------------------ | ------- | ---- |
| Liga de Croacia | Croacia Zagreb     | Croacia | 1993 |
| Copa de Croacia | Croacia Zagreb     | Croacia | 1994 |
| Copa de Israel  | Hapoel Be'er Sheva | Israel  | 1997 |